# 대궁
대궁(大宮)은 인평대군(인조의 삼남)의 종가이다.

## 대궁 역대주인
- 이재극(李載克, 1864년~1927년)
- 이인용(李寅鎔, 1907년 ~ 1950년)

## 대궁 사손
- 이주(이수길)(李鑄, 1918년 - 1982년)
- 이한주(李漢柱, 1945년-2011년)